# Jesús Montoya
Jesús Montoya Alarcón (Cabezo de Torres, 4 december 1963) is een voormalig Spaans wielrenner, die beroeps was tussen 1987 en 1996.

## Wielerloopbaan
Montoya was een kleine en lichte renner, waardoor hij vooral in de bergen tot zijn recht kwam. Sportief gezien was zijn beste jaar 1992, waarin hij twaalf dagen de leiderstrui van de Ronde van Spanje droeg en op slechts 64 seconden als tweede achter Tony Rominger eindigde. Het jaar daarop werd Montoya vijfde in de Vuelta en won de etappe naar Alto Campoo. In 1995 werd hij Spaans kampioen op de weg.
Tegenwoordig bezit hij een aantal citrusplantages in zijn woonplaats Murcia.

## Belangrijkste overwinningen
1986
- Eindklassement Circuito Montañés

1990
- Eindklassement Vuelta a los Valles Mineros
- 4e etappe Ronde van Catalonië

1991
- G.P. Primavera
- 20e etappe Ronde van Spanje

1992
- 4e etappe Ruta del Sol

1993
- Subida al Naranco
- 16e etappe Ronde van Spanje

1995
- Nationaal Kampioenschap op de weg, Elite

## Resultaten in voornaamste wedstrijden
| Jaar | Ronde van Italië | Ronde van Frankrijk | Ronde van Spanje |
| ---- | ---------------- | ------------------- | ---------------- |
| 1987 |                  |                     | 67e              |
| 1988 |                  |                     | 104e             |
| 1990 |                  |                     | 18e              |
| 1991 |                  | 74e                 | 23e (1)          |
| 1992 |                  | 69e                 | ↑                |
| 1993 |                  | 117e                | 5e (1)           |
| 1994 | opgave           |                     | buiten tijd      |
| 1995 | 27e              |                     | 37e              |
| 1996 |                  | opgave              | opgave           |

| Jaar | Milaan-San Remo | Luik-Bast.‑Luik |
| ---- | --------------- | --------------- |
| 1987 |                 |                 |
| 1988 |                 |                 |
| 1990 | 55e             |                 |
| 1991 |                 |                 |
| 1992 | 148e            |                 |
| 1993 | 71e             |                 |
| 1994 |                 |                 |
| 1995 |                 |                 |
| 1996 |                 | 30e             |